# Peter Kaiser (Politiker, 1958)

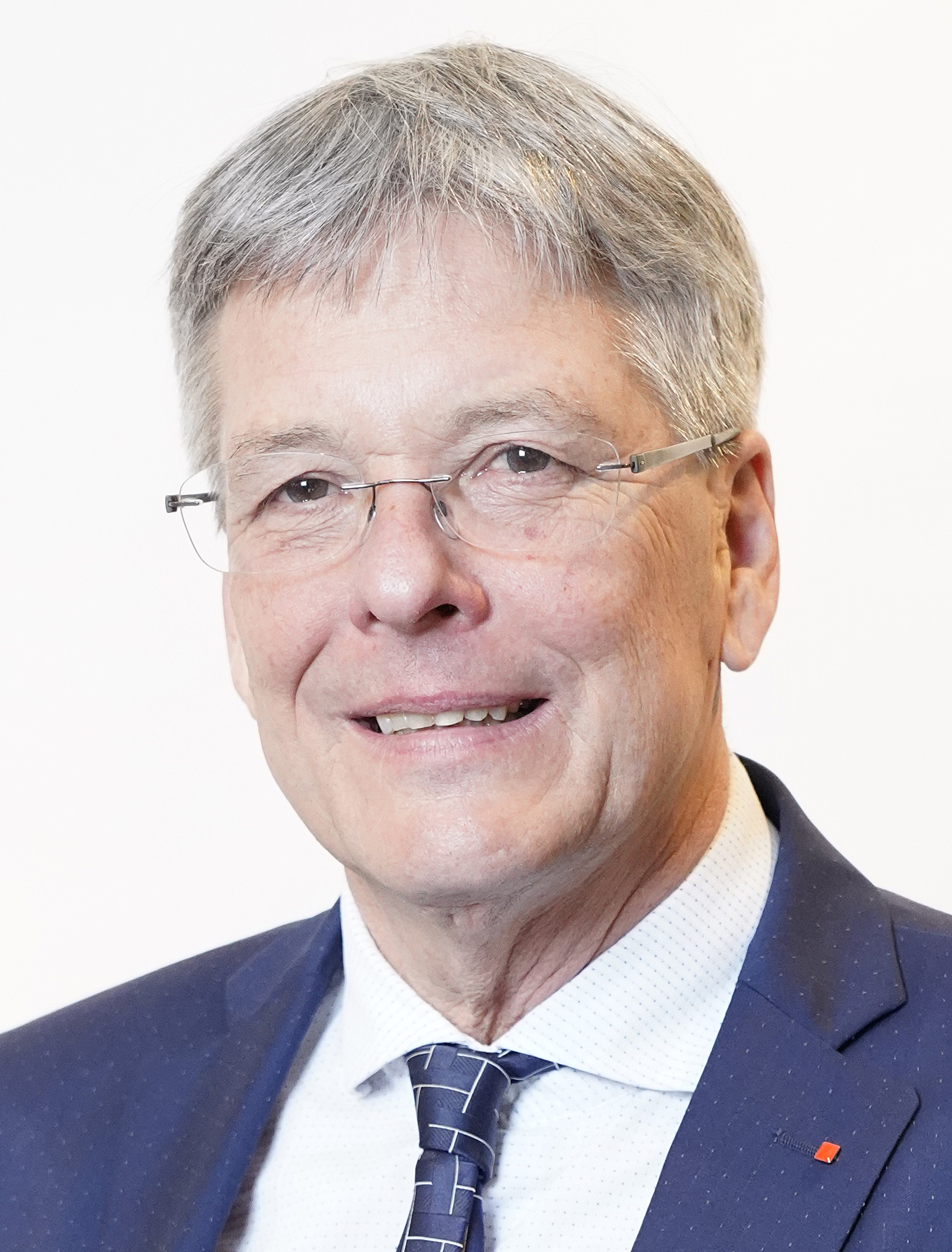
Peter Kaiser (2020)

Peter Kaiser (* 4. Dezember 1958 in Klagenfurt, Kärnten) ist ein österreichischer Politiker (SPÖ) und seit dem 28. März 2013 amtierender Landeshauptmann von Kärnten. Zudem ist er Landesparteivorsitzender der SPÖ in Kärnten und stellvertretender Parteivorsitzender der SPÖ.

## Ausbildung
Kaiser arbeitete nach der Matura von 1978 bis 1987 als Vertragsbediensteter bei der Kärntner Landesregierung, daneben studierte er Soziologie und Pädagogik an der Universität Klagenfurt. 1988 erfolgte die Sponsion zum Magister, 1993 die Promotion zum Doktor der Philosophie.

## Politische Karriere
Seine ersten politischen Funktionen waren 1981 Vorsitzender der Kärntner Sozialistischen Jugend und 1986 bis 1989 Gemeinderat in Klagenfurt. Landtagsabgeordneter war Kaiser 1989 bis 1994, 1997 und 2001 bis Juli 2008, ab November 2005 als Klubobmann der SPÖ. Im Juli 2008 folgte Kaiser als Gesundheits- und Sportreferent Wolfgang Schantl nach. 2010 schied Reinhart Rohr aus der Regierung aus, und Peter Kaiser übernahm die Funktionen als Landesparteivorsitzender der SPÖ Kärnten und 2. Landeshauptmann-Stellvertreter. Kaisers Platz in der Regierung als Landesrat übernahm Beate Prettner.
Am 3. März 2013 wurde die SPÖ mit Kaiser als Spitzenkandidat bei der Landtagswahl in Kärnten erstmals seit 1994 wieder stimmenstärkste Partei. In der Folge wurde er mit 30 von 36 Stimmen am 28. März 2013 vom Kärntner Landtag zum Landeshauptmann gewählt und löste in dieser Position seinen freiheitlichen Amtsvorgänger Gerhard Dörfler ab. Als erster Kärntner Regierungschef sprach er in seiner Antrittsrede auch einige Worte auf Slowenisch, der zweiten Landessprache. Am 2. April 2013 wurde Kaiser von Bundespräsident Heinz Fischer zum Kärntner Landeshauptmann angelobt.

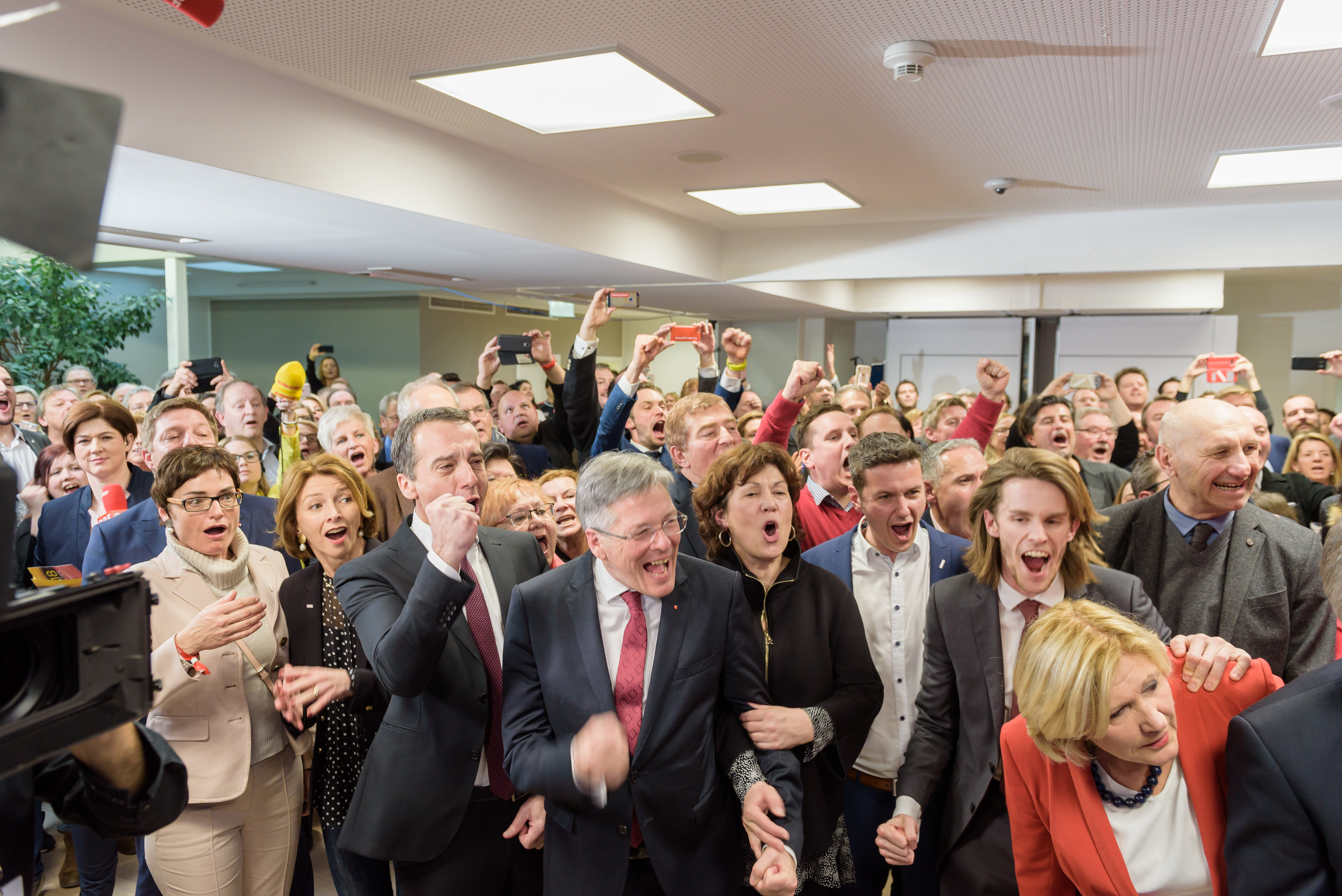
Kaiser beim Eintreffen der ersten Hochrechnung 2018

Bei der Landtagswahl in Kärnten 2018 wurde die SPÖ mit Spitzenkandidat Peter Kaiser und einem Plus von 10,8 Prozent erneut stärkste Partei. Nach Sondierungsgesprächen mit FPÖ, ÖVP und Team Kärnten führte die SPÖ Koalitionsverhandlungen mit der ÖVP, die nach wenigen Wochen erfolgreich abgeschlossen werden konnten. Als der damalige ÖVP-Landesrat und Landesparteiobmann der ÖVP Kärnten, Christian Benger, am 4. April 2018 überraschend zurücktrat, meinte Kaiser, er „fühle sich an nichts gebunden, was bisher mit der ÖVP ausverhandelt wurde“. Noch am selben Tag wurde der bisherige Bürgermeister von Kappel am Krappfeld, Martin Gruber, vom ÖVP-Landesparteivorstand als geschäftsführender Parteiobmann der Kärntner Volkspartei nominiert. Nach einem Gespräch von Peter Kaiser, Martin Gruber und Christian Benger am 5. April 2018 stellte die SPÖ der ÖVP ein Ultimatum mit Forderungen der SPÖ an die ÖVP (unter anderem Aussetzung des Einstimmigkeitsprinzips in der Landesregierung). Wenn diese Forderungen von der ÖVP nicht akzeptiert werden würden, würde man mit den anderen Landtagsparteien verhandeln. Die ÖVP akzeptierte diese Forderungen, was von der Opposition (FPÖ und Team Kärnten) als „Selbstaufgabe der ÖVP und Alleinregierung der SPÖ“ interpretiert wurde. Am 9. April 2018 wurde bekannt gegeben, dass neben Peter Kaiser, Beate Prettner und Gaby Schaunig auch Daniel Fellner und Sara Schaar als SPÖ-Landesräte in die neue Kärntner Landesregierung Kaiser II einziehen werden. Am 12. April 2018 wurde die neue Landesregierung (mit Peter Kaiser als Landeshauptmann) in der Konstituierenden Sitzung des Kärntner Landtages angelobt. Am 16. April 2018 wurde Peter Kaiser offiziell von Bundespräsident Alexander Van der Bellen als Landeshauptmann von Kärnten angelobt.
Bei der Landtagswahl in Kärnten 2023 verlor die SPÖ 9 Prozent ihrer Stimmen, blieb aber deutlich stärkste Partei. Nach der Präsentation der neuen Landesregierung wurde Peter Kaiser am 18. April 2023 erneut als Landeshauptmann angelobt.
Im März 2025 wurde bekannt gegeben, dass er mit dem Landesparteitag im September 2025 sein Amt als Landesparteivorsitzender zurücklegen und bei der Landtagswahl 2029 nicht mehr kandidieren werde.

## Kontroversen
Trotz seiner Bemühungen, Kärnten nach der Hypo-Alpe-Adria-Krise zu stabilisieren, weist das Land derzeit die höchste Pro-Kopf-Verschuldung Österreichs auf – rund 7081 Euro pro Einwohner. Das Nettovermögen ist negativ, und die jährlichen Defizite steigen weiter. Kritiker werfen ihm vor, strukturelle Reformen zu zögerlich umzusetzen und die Verwaltung nicht ausreichend zu verschlanken.
Ein weiterer Kritikpunkt betrifft die sogenannte „Inseraten-Affäre“. Obwohl ein Strafverfahren gegen Kaiser eingestellt wurde, wirft die Opposition, insbesondere die FPÖ, ihm vor, Steuergelder für Wahlwerbung missbraucht zu haben. Kaiser verteidigt sich damit, dass die fraglichen Ausgaben der öffentlichen Information dienten und keine persönlichen Vorteile verschafft hätten.

## Privates
Kaiser war mit Larissa Krainer verheiratet, ist Vater eines Sohnes und lebt in einer Partnerschaft. Neben seiner politischen Tätigkeit engagiert sich Kaiser als Präsident im Kärntner Volleyballverband und im Jugendherbergswesen (Hostelling International).
Sein Sohn Luca (* 1994) ist parlamentarischer Mitarbeiter der SPÖ im Parlament. Er wurde Mitte Oktober 2018 zum Spitzenkandidaten der SPÖ Kärnten für die EU-Wahl 2019 nominiert. Ein paar Tage später wurde er wegen Tweets wie „Österreich ist eine Nazion (sic) mit einem scheiß Innenminister. #kickl“ von Jänner 2018 und weil er ÖVP-Klubobmann Reinhold Lopatka als „größte Krätzn“ bezeichnet hatte auf den aussichtslosen neunten Platz der SPÖ-EU-Wahlliste platziert anstatt auf den angestrebten sechsten. Peter Kaiser zeigte „großes Unverständnis“ dafür, dass sein Sohn nach hinten gereiht worden war; vier Kärntner Mitglieder des Parteivorstands stimmten gegen die EU-Liste. 2023 wurde Luca Kaiser Pressesprecher des SPÖ-Parlamentsklubs und von Philip Kucher.

## Auszeichnungen
- Kärntner Landesorden in Gold (2013)
- Großes Silbernes Ehrenzeichen am Bande für Verdienste um die Republik Österreich (2016)
- Viktor-Adler-Plakette (2018)
- Goldener Verdienstorden der Republik Slowenien (2022)